# Avinash Dixit
Avinash Kamalakar Dixit (nació el 6 de agosto de 1944 en Bombay, India) es un economista indio-americano.  Es actualmente John J. F. Sherrerd '52 Profesor Universitario de Economía Emeritus en Universidad de Princeton, Distinguido Adjunct Profesor de Economía en Universidad Lingnan  (Hong Kong), socio investigador sénior en Nuffield College, Oxford y Sanjaya Lall Investigador Sénior Visitante en Green Templeton College, Oxford.

## Educación
Dixit Recibió un B.Sc. en la Universidad de Bombay en 1963 en Matemáticas y Física, un B.Un. de la Universidad de Cambridge en 1965 en Matemáticas (Universidad Corpus Christi), y un Ph.D. en 1968 del Instituto Tecnológico de Massachusetts en Economía.

## Carrera
Dixit ha sido el John J. F. Sherrerd '52 Profesor Universitario de Economía en la Universidad de Princeton desde julio de 1989. Es también Distinguido Profesor Adjunto de Economía en Universidad Lingnan (Hong Kong), socio investigador sénior en Universidad Nuffield, Oxford y investigador sénior visitante en Universidad Green Templeton, Oxford.  Anteriormente enseñó en el Instituto Tecnológico de Massachusetts, en la Universidad de California, Berkeley, en Balliol Universidad, Oxford y en la Universidad de Warwick. En 1994 Dixit recibió el primer-nunca CES Premio Amigo del Centro para Estudios Económicos en la Universidad de Múnich. En enero de 2016, India anunció que otorgará el Padma Vibhushan - el segundo más alto de los honores civiles de India al Dr. Dixit.